# Sametinget i Sverige
Sametinget er en svensk forvaltningsmyndighed med 31 folkevalgte medlemmer. Det svenske Sameting ligger i Kiruna, og har til opgave at fremme samiske nærings-, kultur- og sproginteresser. Det blev oprettet i 1993 som en statslig etat, og til trods for betegnelsen ting er Sametinget ikke et organ for selvstyre, men derimod underlagt de beslutninger som Sveriges riksdag og regering træffer.